# Huśtawka (obraz Fragonarda)

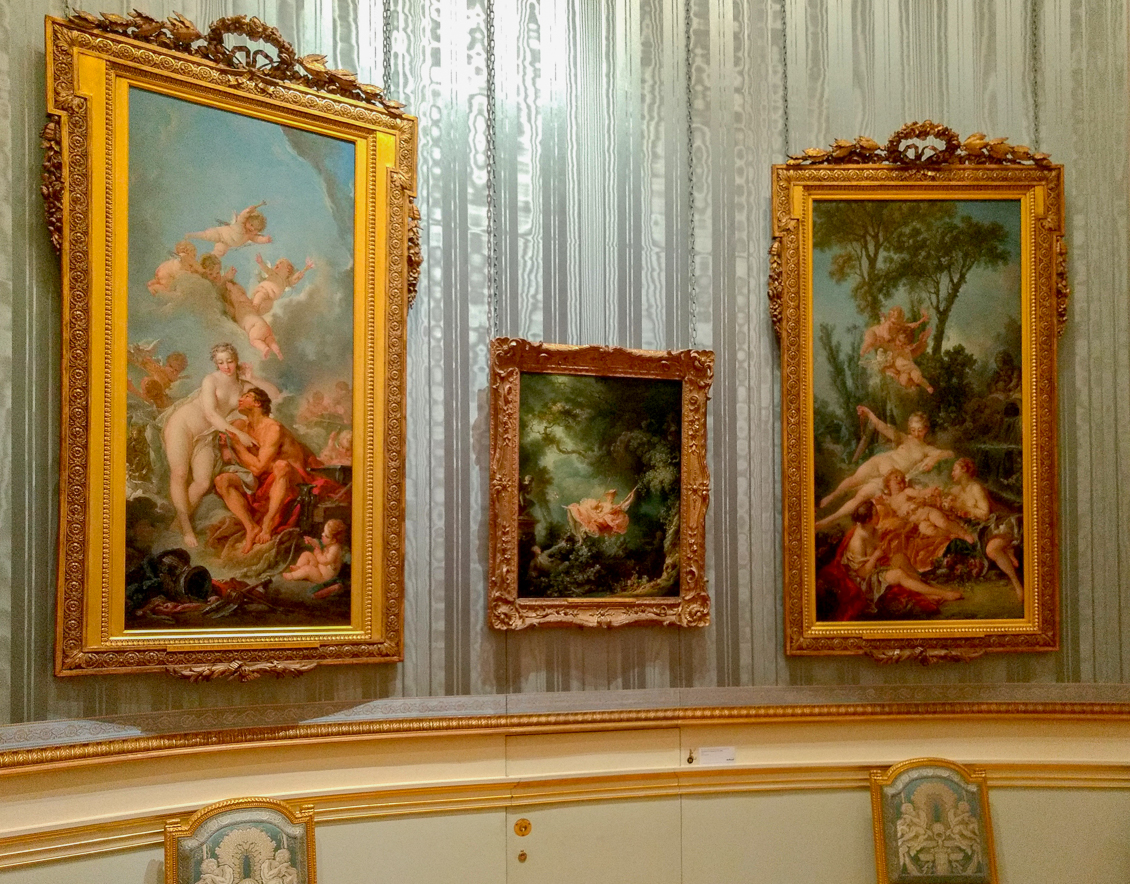
Obraz eksponowany w Wallace Collection

Huśtawka (fr. Les Hasards heureux de l’escarpolette) – rokokowy obraz olejny francuskiego malarza Jeana-Honoré Fragonarda, znajdujący się w Wallace Collection w Londynie. Jedno z najbardziej znanych dzieł malarza, spopularyzowane już w XVIII w. za pomocą ryciny. Obraz nie zyskał sławy ze względu na walory artystyczne, lecz jako symbol zdominowanego przez powierzchowność i frywolność życia wyższych klas ancien régime.

## Okoliczności powstania
Pod koniec lat 60. XVIII w. Fragonard osiągnął punkt zwrotny w swojej karierze malarskiej. Porzucił dzieła o tematyce historycznej i religijnej na rzecz lżejszych tematów: zmysłowych, miłosnych scen odpowiadających gustom frywolnego dworu króla Ludwika XV. Obrazy gabinetowe o mniejszym formacie cieszyły się dużym powodzeniem wśród arystokracji, ponadto łatwiej było wyegzekwować wynagrodzenie od zamożnych mecenasów, niż za dzieła historyczne namalowane dla korony. Możliwe, że zamówienie na Huśtawkę było dla Fragonarda bodźcem do zmiany lub nadeszło we właściwym czasie.
Dramaturg Charles Collé opisał okoliczności zlecenia obrazu w swoich wspomnieniach (Mémoires littéraires). Zleceniodawcą miał być anonimowy dworzanin lub związany z Kościołem baron de Saint-Julien. Obraz został zamówiony pod koniec 1767, a dworzanin chciał być przedstawiony we frywolny sposób: oglądający nogi swojej kochanki siedzącej na huśtawce napędzanej przez biskupa. Początkowo zwrócił się do malarza Gabriela François Doyena, ale ten cieszył się renomą malarza religijnego, dlatego odrzucił propozycję. Miał jednak zasugerować element kompozycji: „buciki damy wylatujące w powietrze z łapiącymi je amorkami”. Do wykonania obrazu polecił Jean-Honoré Fragonarda, który przyjął zlecenie.

## Opis obrazu
W centrum kompozycji znajduje się elegancka młoda dama na huśtawce. Ma na sobie suknię z różowego jedwabiu, a na głowie pasterski kapelusz. Jest przedstawiona jako kokietka i lalka tonąca w falbanach i kłębach materiału. W lewym dolnym rogu widać młodego mężczyznę leżącego wśród krzewów róży. Obserwuje on kobietę z miejsca pozwalającego zajrzeć pod falujące fałdy jej sukienki, na które z podziwem wskazuje wyciągniętą ręką z kapeluszem. Ekstatyczna ekspresja i poza kochanka ilustrują spełnione pragnienie lub fantazję. Uśmiechnięty starszy mężczyzna, niemal ukryty w cieniu po prawej stronie, napędza huśtawkę za pomocą lin. Starszy mężczyzna to prawdopodobnie mąż damy, który wydaje się nie wiedzieć o młodym kawalerze, jej kochanku. Fakt, że pozostaje w cieniu, może dodatkowo podkreślać niewiedzę. Wznosząc się na huśtawce dama odsłania nogi i wyrzuca w powietrze pantofelek. Wszechobecna gęsta roślinność, pełna drzew o sękatych pniach i powykręcanych gałęziach, jest przytłaczająca.
Fragonard zawarł w kompozycji wiele symboli niosących przesłanie radosnej, swawolnej miłości. W ogrodzie widoczne są dwa posągi przedstawiające putta. Jeden z nich stoi nad młodym mężczyzną z palcem na ustach na znak milczenia – to nawiązanie do rzeźby Amor Falconeta i zarazem do sekretnego romansu. Drugi posąg to para przytulających się amorków z delfinem stojąca w pobliżu starszego mężczyzny. W prawym dolnym rogu widać małego psa. Jego obecność jest ironiczna, ponieważ pies zwykle symbolizuje wierność małżeńską. Szczeka na znak protestu, ale nikt nie zwraca na niego uwagi. Miłość sprowadza się do próżnej kurtuazji, a małżeństwo jest wyszydzane, ponieważ mąż pomaga huśtawce.
Huśtawka dla wielu krytyków stanowi aluzję do seksualnego aktu. Potwierdzają to również rzeźby amorów – mitologicznych towarzyszy Wenus, bogini miłości – oraz scena miłosna z nagą parą wyrzeźbiona w podstawie posągu. Gęsty las pełen drzew i kwiatów jest częścią zawoalowanego erotyzmu sceny. Huśtawka wprowadza do niej atmosferę intymności, w której podglądacz widzi coś, czego inni nie widzą. Kobieta wie, że jest obserwowana, co sugeruje chęć bycia widzianą. W ten sposób Fragonard wyraził zarówno pragnienie bycia widzianym, jak i chęć zobaczenia. Spadający z nogi but jest wyrazem figlarnej, swawolnej miłości i nadaje scenie dynamizmu. Zdobione siedzisko eleganckiej huśtawki jest wyłożone czerwonym aksamitem, ale liny są miejscami przetarte – jest to realistyczny element, być może potwierdzający, że scena nie jest snem, lecz jawą.

## Technika
Kompozycja jest piramidalna – dwaj mężczyźni tworzą podstawę trójkąta, a dama jego wierzchołek. Fragonard użył jasnych, pastelowych barw takich jak zieleń, żółć i róż. Zastosowanie pastelowych kolorów nadaje kompozycji lekkości, co jest spójne z przedstawioną sceną – huśtającą się damą. Jednocześnie dzięki użytym ciepłym barwom kobieta wyróżnia się na tle zdominowanym przez odcienie zieleni. Łagodne światło, które delikatnie przenika przez rzadsze listowie w lewym górnym rogu, skupia się na postaci stawiając ją w centrum uwagi widza.

## Kopie i inspiracje

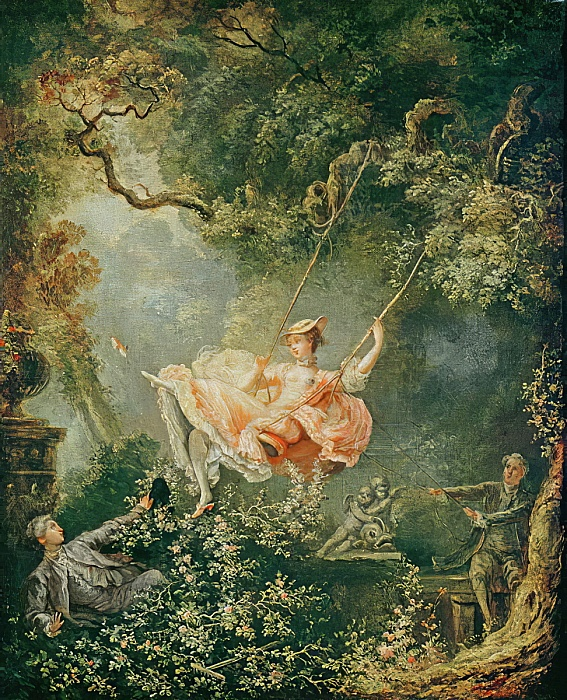
Kopia w Muzeum Lambinet w Wersalu

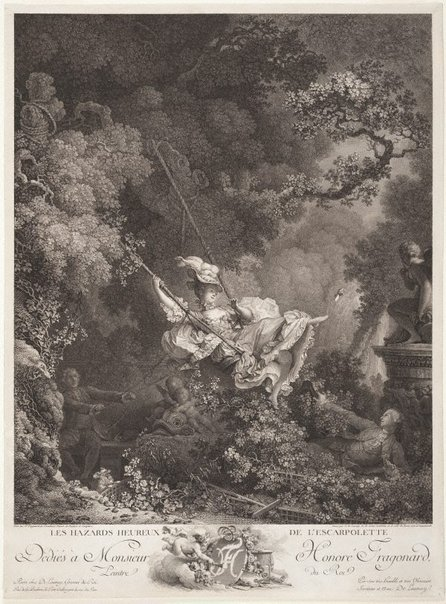
Rycina Nicolasa de Launaya z 1782

Istnieją dwie olejne kopie wysokiej jakości, których autorstwo jest kwestionowane. Kopia, która należała do barona Rothschilda, różni się od oryginału kolorem sukni, która jest niebieska. Druga, mniejsza wersja (56 × 46 cm), również różni się kilkoma szczegółami: zamiast rzeźby Amora po lewej widać wazę, mężczyzna po prawej stronie wydaje się młodszy, brak też psa. Obraz należał do francuskiego polityka Jules’a Armanda de Polignaca. Stał się własnością rodziny Grimaldich w 1930 roku, kiedy Pierre de Polignac (1895–1964) poślubił Charlotte Grimaldi, księżną Valentinois (1898–1977). W 1966 roku obraz został przekazany z kolekcji Grimaldi & Labeyrie dla miasta Wersal. Obecnie jest eksponowany w Muzeum Lambinet, jako dzieło z warsztatu Fragonarda.
Huśtawka była używana jako wzór dla licznych karykatur, jest też inspiracją dla współczesnych artystów i projektantów. W 1782 Nicolas de Launay wykonał rycinę, która jest lustrzanym odbiciem oryginału i różni się kilkoma szczegółami, m.in. kapelusz damy jest ozdobiony pióropuszem. Rycina znacznie spopularyzowała obraz, od niej pochodzi także tytuł Les Hasards heureux de l’escarpolette, który oznacza „szczęśliwe przypadki huśtawki” – okazję do zobaczenia nóg damy. W 1999 odbyła się premiera musicalu Contact, którego pierwsza część jest improwizacją kontaktową inspirowaną Huśtawką. W 2001 artysta Yinka Shonibare zaprezentował instalację inspirowaną obrazem, obecnie należącą do kolekcji Tate: bezgłowy manekin wiernie przedstawiający młodą damę na huśtawce jest ubrany w suknię wykonaną z afrykańskich materiałów. Filmy Disneya Zaplątani (2010) i Kraina lodu (2013) również zawierają nawiązania do obrazu.

## Proweniencja
Brak wiarygodnych źródeł potwierdzających tożsamość pierwszego właściciela. Wiadomo, że obraz należał do poborcy podatkowego M.-F. Ménage de Pressigny, który zmarł w 1794, po czym dzieło zostało zarekwirowane przez rewolucyjny rząd francuski. Kolejnym właścicielem był prawdopodobnie markiz des Razins de Saint-Marc, a następnie Charles de Morny. Po jego śmierci w 1865 obraz został nabyty na aukcji w Paryżu przez Richarda Seymoura-Conwaya, założyciela Wallace Collection.